# Patto Nazionale
Il Patto Nazionale (in arabo  الميثاق الوطني‎?, al-Mīthāq al-Waṭanī) è un patto d'onore, non scritto, che ha istituzionalizzato nell'estate del 1943 il Confessionalismo libanese al momento del conseguimento della sua indipendenza dalla potenza mandataria francese nel corso della Seconda guerra mondiale.

## Storia
Integrandosi sulla costituzione libanese del 1926, regola tuttora i rapporti tra le varie comunità religiose ed etniche del Paese. In base ad esso le componenti maronite, quelle sciite, quelle sunnite, quelle druse e quelle delle comunità minori cristiane concordarono su quanto segue:
| Accordi |
| --- |
| i maroniti non ricorrono all'intervento straniero e accettano il Libano come un paese arabo affiliato agli altri contesti arabi, invece di rivendicare un loro status di Paese occidentale |
| i musulmani abbandonano le loro aspirazione di unificazione con la Siria |
| Il Presidente della Repubblica sarà sempre un maronita |
| Il Primo ministro sarà sempre un sunnita |
| il Presidente dell'Assemblea Nazionale sarà sempre uno sciita |
| Il vice Presidente del Parlamento sarà sempre un Greco ortodosso |
| I componenti dell'Assemblea Nazionale saranno ripartiti secondo una proporzione 6:5 in favore dei cristiani rispetto ai musulmani (Binder 1966:276)                                        |
| La carica di Capo di Stato Maggiore della Difesa sarà riservata a un Cristiano maronita |
| La carica di Capo di Stato Maggiore dell'esercito sarà riservata a un druso |

Una maggioranza cristiana attestata dal censimento del 1932 fu la base per delineare la struttura di governo. Essa dava ai cristiani il completo controllo della Repubblica (vista la struttura presidenzialistica dello Stato), il comando delle forze armate e la maggioranza parlamentare. Tuttavia, a causa di un mutato trend di crescita della popolazione, i musulmani (tendenzialmente più poveri) crebbero demograficamente in maniera maggiore rispetto alla componente cristiana, decisamente più ricca. Inoltre, i cristiani emigrarono in modo assai più sensibile, erodendo ulteriormente la maggioranza della loro componente nel Paese e divenne sempre più chiaro, col trascorrere degli anni, che i cristiani seguitavano a gestire in modo sicuramente eccessivamente privilegiato il Libano. Gli anni passarono senza che fosse organizzato un nuovo censimento, dai risultati assai probabilmente imbarazzanti ma l'insoddisfazione delle componenti islamiche cresceva, costituendo un problema politico di non lieve proporzione, contribuendo allo scoppio della guerra civile libanese, accelerata dalla cospicua affluenza di palestinesi, in grande maggioranza (ma non esclusivamente) musulmani sunniti (Randal 1983: 50).
Gli accordi di Ṭāʾif del 1989 hanno mutato la ratio del Parlamento a 50:50 e ridotto il potere del Presidente della Repubblica maronita.